# Šef države
Šef države ili državni poglavar je najviši predstavnik suverene države u zemlji i prema inostranstvu. Prema međunarodnom pravu on je najviši organ spoljnog zastupanja države, koji po ustavnom poretku odnosne države i prema međunarodnom pravu predstavlja i zastupa svoju državu u međunarodnim odnosima, te u ime svoje države daje izjave i opunomoćuje druge organe za zastupanje. U većini zemalja, šef države je fizičko lice, ali položaj može zauzimati i više osoba, kao što je slučaj sa Federalnim Većem Švajcarske i Predsedništvom Bosne i Hercegovine, što je takođe slučaj sa dve druge članice Ujedinjenih nacija, kod kojih položaj sačinjavaju dve osobe: dva princa Andore, dva Kapetana Regenta San Marina. Uloga i dužnosti šefa države može biti u rasponu od toga da bude samo ceremonijalni vođa ili da ima autokratsku izvršnu vlast. O moći koju ima šefa države odlučuje svaka država, postoji više modela ili uzoraka, takođe postoje mnoge specifičnosti u različitim državama zbog čega postoje države koje su isključene iz te klasifikacije.
Pozicija šefa države je često različita od šefa vlade. Na primer, razlika je napravljena u članku 7. Bečke konvencije o zakonu međunarodnih ugovora, članak 1 Konvencije o sprečavanju i kažnjavanju zločina protiv međunarodno zaštićene osobe, uključujući diplomatske agente i protokol Ujedinjenih nacija. U parlamentarnim sistemima kao što je Ujedinjeno Kraljevstvo Velike Britanije i Severne Irske i Savezne Republike Nemačke, na primer, monarh i predsednik se priznaju kao šefovi države, dok su premijer i kancelar prepoznati kao šefovi vlade. Međutim, u republikama sa predsjedničkim sistemom, kao što je to slučaj sa  Sjedinjenim Američkim Državama i Federativnom Republikom Brazil, njihovi predsednici su prepoznati kao šefovi države i kao šefovi vlade.
Uloga šefa države generalno uključuje legitimisanje države i ostvarivanja funkcija i dužnosti koje su dodeljene šefu države u ustavu države, zakonima, nepisanim običajima, ili u nekim njihovim tradicijama. Njihove dužnosti uključuju imenovanje članova vlade i ambasadora. Pre donošenja modernog francuskog ustava, Šarl de Gol je opisao ulogu koju je on predvideo za francusko predsedništvo izjavivši da bi šef države trebao da utelovljuje „duh nacije” za naciju i svet, te da utelovljuje „određene ideje o Francuskoj” (fra: une certaine idée de la France). Danas, mnogo zemalja očekuje da njihov šef države obavlja svoje dužnosti s dostojanstvom na sličan način.

## Oblici
Šef države može biti: 
- individualni organ (dakle, jedno lice obavlja dužnost šefa države), kao što su car, kralj, knez, kan, vojvoda, sultan, emir, papa, predsednik republike,
- kolektivni ili zajednički organ (sastavljen od više lica), odnosno drugih organa koji vrše funkciju kolektivnog predsedništva, predsedništvo (prezidijum), i Savezno veće (kao što je Savezno veće Švajcarske). Šef države može biti izabran na izborima neposredno (npr. u Francuskoj) ili posredno (npr. predsednik SAD) od birača, može biti izabran u parlamentu (npr. u Nemačkoj ili Italiji) ili od strane nekog drugog organa ili interesne grupe, a u monarhijama funkcija šefa države je najčešće nasledna (ali može biti i izborna). Gotovo svaka država ima svoje specifičnosti u izboru svog šefa države. Nezakonit način dolaska na mesto šefa države naziva se još i državni udar (iako državnim udarom ne mora doći do smene na čelu države).

Međunarodno pravo traži da svaka država, kao subjekt međunarodnog prava, mora imati subjekt spoljnog zastupanja, tj. da ono stvarno postoji odnosno da je ono poznato, bilo da je to pojedinačni ili zajednički organ koji obavlja tu funkciju, s time da se najviši organ spoljnjeg zastupanja države ne mora poklapati s vrhovnim organom ustavnog poretka u državi.
Funkcije šefa države razlikuju se s obzirom na politički sistem uređenja određene zemlje:
- Predsednički sistem, koji je karakterističan za SAD i države Latinske Amerike. U takvom obliku šef države je ujedno i šef vlade te se nalazi na čelu izvršne vlasti. Ovlašćenja šefa države u tom sistemu su velika.
- Polupredsednički sistem, koji se razvio u Francuskoj u kojem izvršnu vlast deli zajedno s vladom.
- Parlamentarni sistem - koji je karakterističan za evropske republike a u kojem su ovlašćenja šefa države bitno smanjena, a funkcija mu je gotovo reprezentativna.
- Jednopartijski sistem, karakterističan za komunističke zemlje u kojem je šef države najčešće kolektivni organ (prezidijum), na čelu kojeg se nalazi predsednik (koji je onda de facto šef države).

Funkcije koje se najčešće povezane sa šefom države, a koje će on obavljati zavisi pre svega od političkog oblika države, odnosno od njenog ustavnog uređenja:
- predstavljanje države u zemlji i inostranstvu
- šef izvršne vlasti (u predsedničkom obliku)
- davanje mandata na sastavljanje vlade te imenovanje drugih visokih zvaničnika u zemlji
- sankcionisanje zakona
- imenovanje diplomatskih predstavnika svoje zemlje (predaja punomoćja) te primanje punomoćja stranih diplomatskih predstavnika akreditovanih u zemlji
- sklapanje međunarodnih ugovora
- vođenje spoljne politike
- vrhovni zapovednik vojske

## Ustavni modeli
Deo akademske zajednice raspravljaju o državama i vladama u pogledu njihovih „modela”. Nezavisna nacionalna država obično ima šefa države, i određuje moć šefa države u vladi ili u formalnim reprezentativnim funkcijama. U smislu protokola, šef suverene, nezavisne, države se obično identifikuje kao osoba koja je, prema ustavu te države, njen vladajući monarh, u slučaju monarhije, ili predsednik, u slučaju republike. 
Među različitim državnim ustavima (fundamentalni zakoni) koji uspostavljaju različite političke sisteme, postoje četiri glavne vrste šefova država koje se mogu razlikovati: 
1. Parlamentarni sistem, sa dve modelne podgrupe;
  1. Standardni model, u kojem šef države, u teoriji, poseduje ključna izvršna ovlaštenja, ali vršenje takvih ovlaštenja radi se na savetu šefa vlade (npr.: Ujedinjeno Kraljevstvo, Indija, Pakistan).
  2. Neizvršni model, u kojem šef države ima veoma malu ili nikakvu izvršnu ovlast, i uglavnom ima ceremonijalnu i simboličnu ulogu (npr.: Švedska, Japan).
2. Polupredsednički sistem, u kojem je šef države deli ključna izvršna ovlaštenja sa šefom vlade ili kabineta (npr.: Rusija, Francuska, Šri Lanka);
3. Predsednički sistem, u kojem je i šef države takođe i šef vlade i ima sva izvršna ovlaštenja (npr.: Sjedinjene Američke Države, Brazil).

### Parlamentarni sistem

#### Standardni model
U parlamentarnim sistemima šef države može biti samo nominalni glavni izvršni direktor, na čelu izvršne vlasti države, i koji ima ograničene izvršne vlasti. U stvarnosti, međutim, nakon procesa ustavne evolucije, ovlaštenja se obično vrše samo u pravcu koji je kabinet odredio, kojim predsedava šef vlade, i on je odgovoran za doneseni zakon. Ova odgovornost i legitimnost zahteva da bude izabran neko ko ima većinsku podršku u zakonodavnoj vlasti| (ili, barem, da nema većinsku opoziciju - suptilna, ali bitna razlika). To takođe daje pravo zakonodavnoj vlasti za glasanje protiv šefa vlade i njegovog kabineta, forsirajući da podnesu ostavku, ili da traži raspuštanje parlamenta. Izvršna vlast ima odgovornost prema zakonodavnom telu, čime zauzvrat šef vlade i kabinet prihvataju ustavne odgovornost za pružanje ustavnih saveta šefu države.
Naruhito
U parlamentarnim ustavnim monarhijama, legitimnost neizabranog šefa države obično proizlazi iz taktike odobravanja naroda preko izabranih predstavnika. U skladu s tim, u vreme slavne revolucije, engleski parlament je koristio svoj autoritet i odgovornost da imenuje novog kralja i kraljicu (zajednički monarsi Meri II i Vilijam III); takođe, odricanje Edvarda VIII trebalo je da ima odobrenje svih šest nezavisnih država nad kojima je on bio monarh. U monarhijama sa napisanim ustavom, položaj monarha je „stvorenje” ustava i može se pravilno ukinuti kroz demokratske procedure ustavnih amandmana, iako često postoje značajne proceduralne prepreke nametnute na takav postupak (kao što je slučaj sa Ustavom Španije). 
U republikama s parlamentarnim sistemom (kao što su Indija, Nemačka, Austrija, Italija i Izrael) šef države ima titulu predsednika i osnovne funkcije takvih predsednika su uglavnom ceremonijalne i simbolične, za razliku od predsednika u predsedničkom ili polupredsedničkom sistemu.
U stvarnosti, postoje brojne varijante pozicija šefa države unutar parlamentarnog sistema. Što je stariji ustav, postoji više ustavne slobode za šefa države da ostvari veću moć nad vlasti, mnogo starih parlamentarnih sistema u stvari ustavom daje šefu države ovlaštenja i funkcije koje su slične ovlaštenjima predsedničkog ili polupredsedničkog sistema, u nekim slučajeva bez sadržavanja reference za moderna demokratska načela odgovornosti prema parlamentu ili čak modernim vladinim uredima. Obično, kralj je imao moć da objavi rat bez prethodnog odobrenja parlamenta.
Na primer, pod 1848. ustavom Kraljevine Italije, Statuto Albertino - parlamentarno odobrenje vladi koje je davao kralj, bilo je uobičajeno, ali zakonski nepotrebno. Dakle, Italija je imala de fakto (u stvarnosti) parlamentarni sistem, ali de jure (prema zakonu) „predsednički” sistem.
Primeri šefova država u parlamentarnim sistemima koji koriste veća ovlaštenja nego što je to uobičajeno, bilo zbog dvosmislenih ustava ili zbog posebne nacionalne vanredne situacije, uključuje odluku kralja Belgije Leopolda III da se predaju nemačkoj vojsci 1940. godine, protiv volje njegove vlade. Sudeći da njegova odgovornost prema naciji na osnovu njegove zakletve na koju se zakleo tokom krunisanja koja je zahtevala je da on deluje, on je verovao da je odluka njegove vlade da se bori, a ne predaja bila greška i da će ta greška oštetiti Belgiju. (Leopoldova odluka je bila vrlo kontroverzna. Nakon Drugog svetskog rata, Belgija je glasala na referendumu da mu omogući povratak na tron, ali zbog kontroverze koja je bila u toku on je na kraju abdicirao.) Belgijska ustavna kriza 1990. godine, kada je šef države odbio da potpiše zakon kojim se dozvoljava pobačaj, rešena je od strane kabineta koji je uzeo sebi moć da proglasi zakon kad je šef države bio tretiran da „nije u stanju da vlada” za vreme od 24 sata.

## Napomene
1. ↑  "Najviši ustavni položaj" se ne mora odnositi na državni ured koji često koristi "velike" moći ili drži najviše uticaja na vladanje.

## Literatura
- Foakes, Joanne (2014). The Position of Heads of State and Senior Officials in International Law. Oxford International Law Library. Oxford, UK: Oxford University Press. ISBN 978-0-19-964028-7.
- Markwell, Donald (2016). Constitutional Conventions and the Headship of State: Australian Experience. Connor Court. ISBN 9781925501155.
- Roberts, Sir Ivor, ур. (2009). Satow's Diplomatic Practice (Sixth изд.). Oxford: Oxford University Press. ISBN 978-0-19-969355-9.
- Robertson, David (2002). A Dictionary of Modern Politics: Third Edition. London: Europa Publications. стр. 221. ISBN 1-85743-093-X. „head of state.”
- Watts, Sir Arthur (2010). „Heads of State”.  Ур.: Wolfrum, Rüdiger. Max Planck Encyclopedia of Public International Law. Oxford International Public Law. Oxford University Press. Приступљено 5. 10. 2015.